# Реальність фантастики
«Реальность фантастики» (укр. Реальність фантастики) — український російськомовний журнал фантастики, що видавався з 2003 по 2009 роки у паперовому вигляді Останнім головним редактором видання був Іраклій Вахтангішвілі. Також існувало однойменне російське електронне видання, що видавалося у 2010-11 роках.

## Історія
Журнал було започатковано як щомісячний журнал фантастики, видаваний у Києві. Він задумувався як «щомісячний товстий літературно-мистецький журнал фантастики» і перший номер вийшов у серпні 2003 року. Видання книжкового формату (А5) у м'якій, лакованій обкладинці обсягом понад 200 сторінок.
Рівно через рік після заснування видання — журнал «Реальність фантастики» на конвенті «Єврокон-2004» отримує приз як «найкращий фантастичний журнал Європи 2004 року».
У 2008 році журнал змінив власника та видавця. Наприкінці квітня було офіційно оголошено про злиття Видавничого дому «Мій комп'ютер» (і його видань) з холдингом «Софт-Прес». 5 травня 2008 редакція переїхала в нове приміщення («Софт-Преса») і були змінені номери редакційного телефону і поштової адреси. Це спричинило за собою вихід чергового (і здвоєного) номера «Реальності фантастики» тільки через кілька місяців — у серпні 2008.
у 2009 році журнал перестав видаватися в Україні. У 2010—2011 роках випускався в електронному вигляді у Росії (Волгоград).. З кінця 2011 року закритий.

## Мова журналу
Переважна кількість статей та творів журналу були російською мовою, дуже зрідка траплялися оповідання або статті українською.

## Жанри та склад журналу
Журнал друкував літературні твори письменників в жанрі фантастики будь-яких напрямків — від НФ до кіберпанк та фентезі.
Рубрики журналу складалися з критики, публіцистики, новин тощо.